# Épeugney
Épeugney ist eine französische Gemeinde mit 599 Einwohnern (Stand: 1. Januar 2022) im Département Doubs in der Region Bourgogne-Franche-Comté.

## Geographie
Épeugney liegt auf 465 m, etwa 13 Kilometer südlich der Stadt Besançon (Luftlinie). Das Dorf erstreckt sich im Jura, auf einem Plateau am Fuß der Höhe der Croix des Echaulles, nördlich des Tals der Loue.
Die Fläche des 13,95 km² großen Gemeindegebiets umfasst einen Abschnitt der Schichtstufenlandschaft des westlichen französischen Juras. Der Hauptteil des Gebietes wird von einem Plateau eingenommen, das durchschnittlich auf 460 m liegt. Im Bereich von Épeugney ist die Fläche überwiegend von Wiesland bestanden, nach Norden reicht der Gemeindeboden jedoch in die ausgedehnte Waldung des Grand Bois. Das gesamte Plateau besitzt keine oberirdischen Fließgewässer, weil das Niederschlagswasser im verkarsteten Untergrund versickert. Im Süden wird das Plateau von einer Schichtstufe begrenzt, nämlich von der langgezogenen Höhe der Croix des Echaulles (mit 525 m die höchste Erhebung von Épeugney) und dem Hochplateau von Malbrans. Dazwischen leitet eine Talfurche zum tief eingeschnittenen Tal der Loue über.
Nachbargemeinden von Épeugney sind Pugey im Norden, Montrond-le-Château und Scey-Maisières im Osten, Cademène und Rurey im Süden sowie Chenecey-Buillon im Westen.

## Geschichte
Im Mittelalter gehörte Épeugney zur Herrschaft Scey. Zusammen mit der Franche-Comté gelangte das Dorf mit dem Frieden von Nimwegen 1678 an Frankreich.

## Sehenswürdigkeiten
- Die Dorfkirche Saint-Étienne wurde im Jahr 1721 erbaut. Im 18. und 19. Jahrhundert wurden verschiedene Umgestaltungen unternommen, und der neue Glockenturm 1881 hinzugefügt.
- Im alten Ortskern sind verschiedene Bauernhäuser im charakteristischen Stil der Franche-Comté aus dem 17. bis 19. Jahrhundert erhalten.
- Von der Höhe der Croix des Echaulles bietet sich eine schöne Aussicht auf das Dorf und die Umgebung.

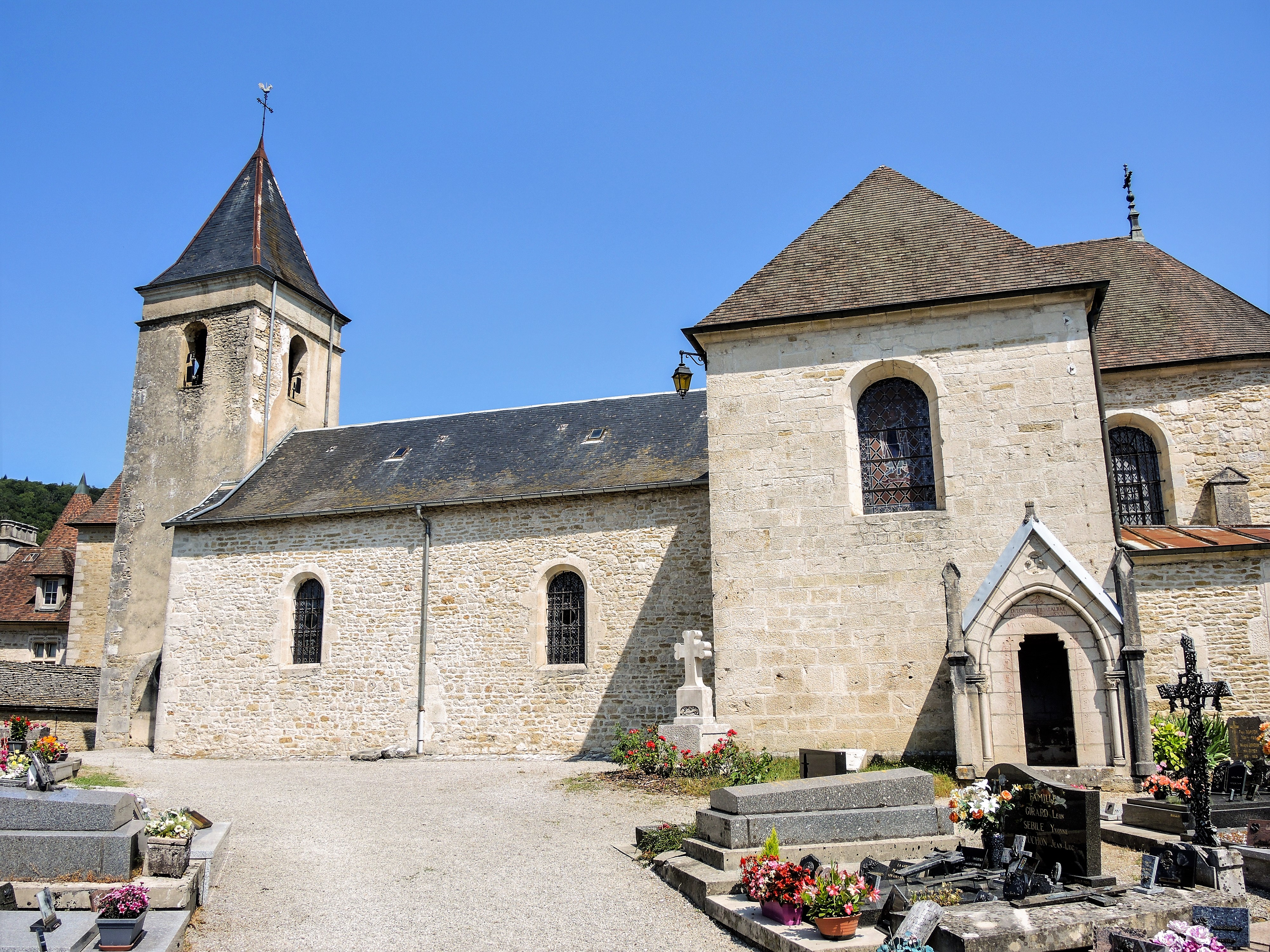
Kirche Saint-Étienne
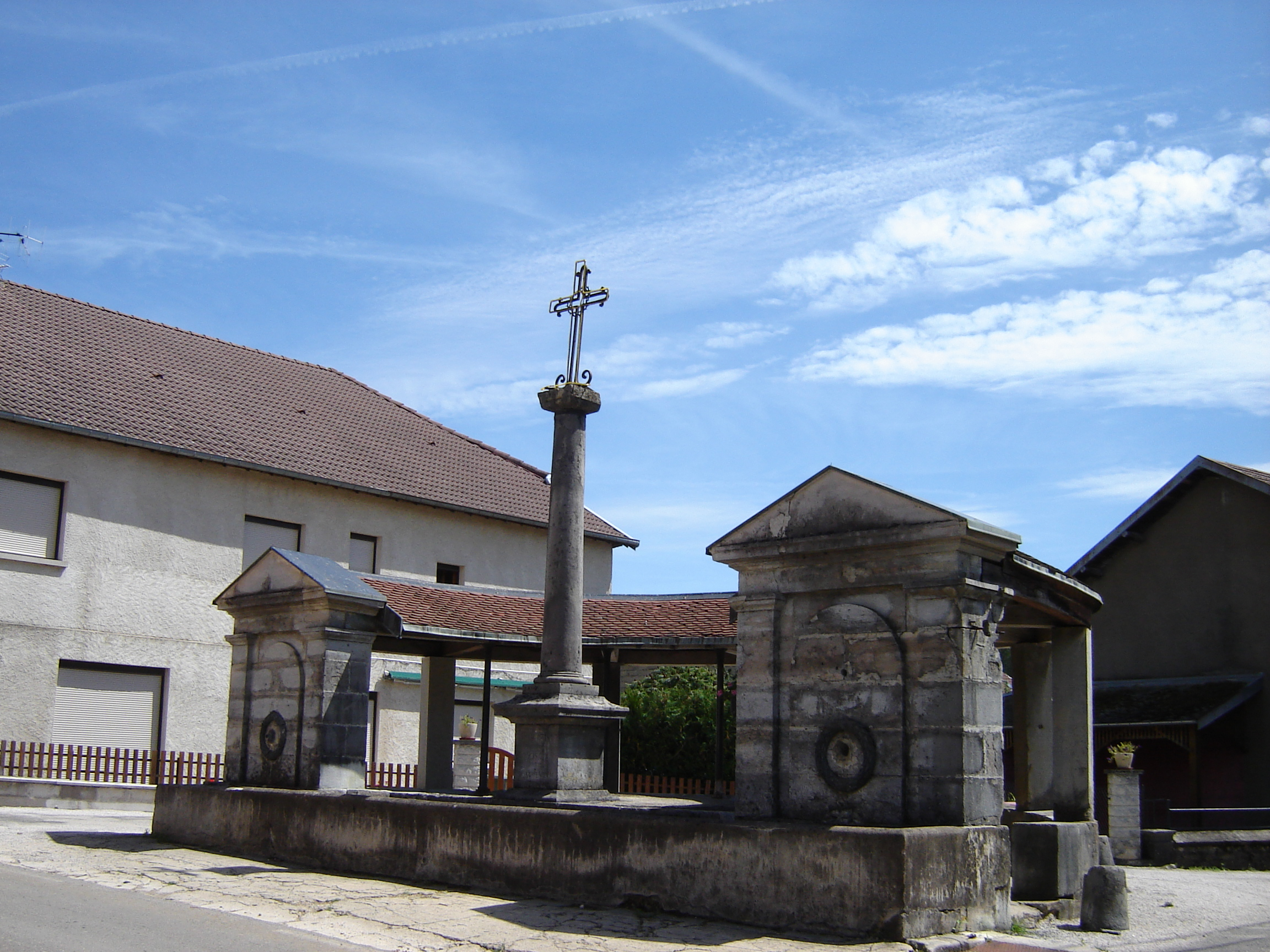
Dorfbrunnen
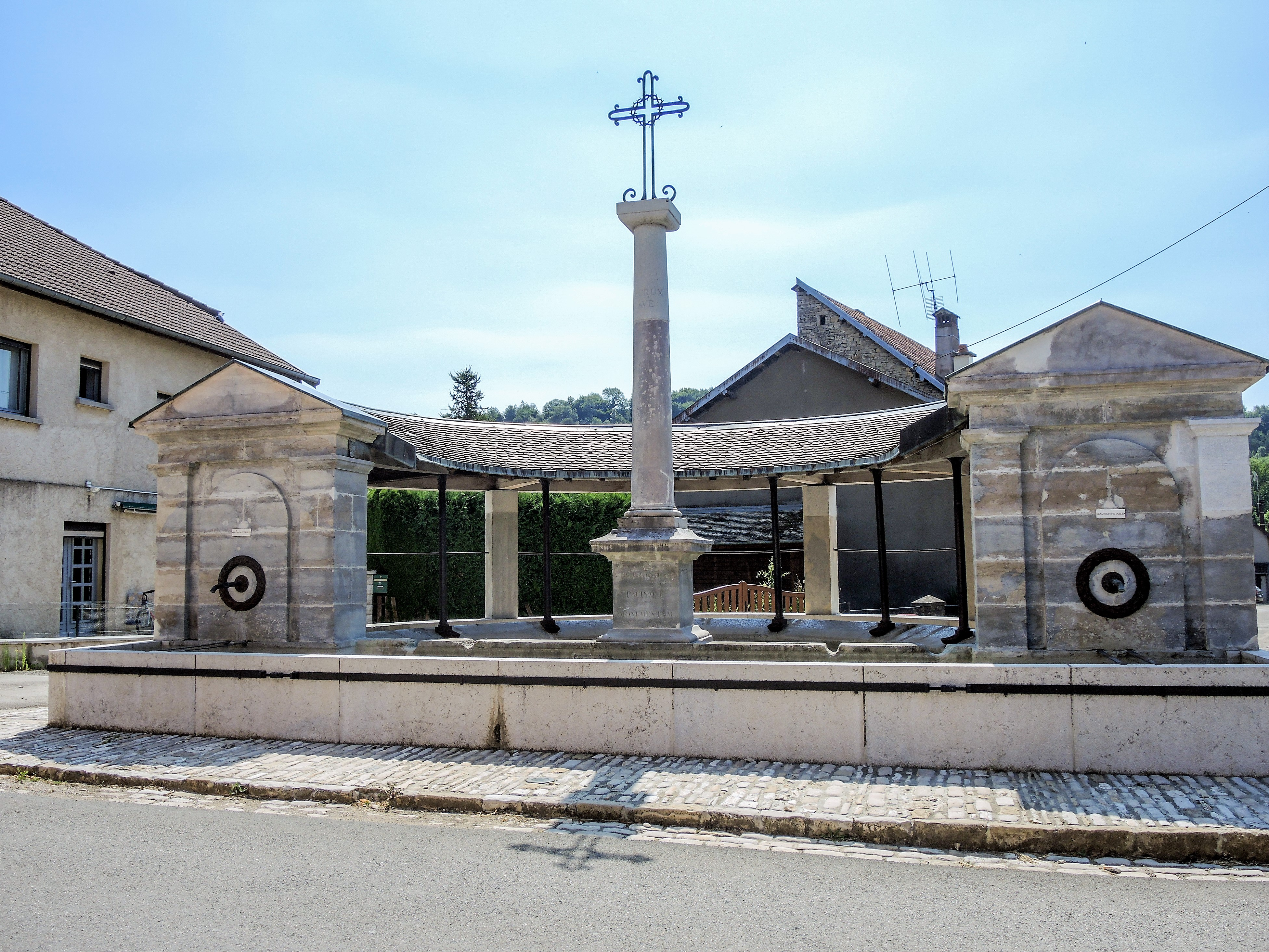
Lavoir

## Bevölkerung
| Jahr                       | 1962 | 1968 | 1975 | 1982 | 1990 | 1999 | 2016 |
| Einwohner                  | 231  | 228  | 289  | 346  | 403  | 456  | 594  |
| Quellen: Cassini und INSEE |      |      |      |      |      |      |      |

Mit 599 Einwohnern (Stand 1. Januar 2022) gehört Épeugney zu den kleinen Gemeinden des Départements Doubs. Nachdem die Einwohnerzahl in der ersten Hälfte des 20. Jahrhunderts abgenommen hatte (1886 wurden noch 304 Personen gezählt), wurde seit Beginn der 1970er Jahre wieder ein deutliches Bevölkerungswachstum verzeichnet.

## Wirtschaft und Infrastruktur
Épeugney war bis weit ins 20. Jahrhundert hinein ein vorwiegend durch die Landwirtschaft (Ackerbau, Obstbau und Viehzucht) und die Forstwirtschaft geprägtes Dorf. Daneben gibt es heute einige Betriebe des Kleingewerbes, darunter Unternehmen der Holzverarbeitung und weitere Handwerksbetriebe. Mittlerweile hat sich das Dorf auch zu einer Wohngemeinde gewandelt. Viele Erwerbstätige sind Wegpendler, die in den größeren Ortschaften der Umgebung ihrer Arbeit nachgehen.
Die Ortschaft liegt abseits der größeren Durchgangsstraßen an der Departementsstraße D473, die von Besançon nach Levier führt. Weitere Straßenverbindungen bestehen mit Quingey, Chenecey-Buillon und Montrond-le-Château.